# Parasuphalomitus houstoni
Parasuphalomitus houstoni is een insect uit de familie van de vlinderhaften (Ascalaphidae), die tot de orde netvleugeligen (Neuroptera) behoort. 
Parasuphalomitus houstoni is voor het eerst wetenschappelijk beschreven door New in 1984.